# ロミオとジュリエット (1968年の映画)
『ロミオとジュリエット』（原題：Romeo and Juliet）は、1968年に製作・公開されたイギリス・イタリアの合作映画である。

## 概要
ウィリアム・シェイクスピアの著名な戯曲を映画化したもので、フランコ・ゼフィレッリが脚色・監督、イギリス出身のレナード・ホワイティングとオリヴィア・ハッセーが主演した。従来の映画化（1936年版など）と比較して、より登場人物の実年齢に近づけたキャスティングが行われ、イタリアでロケーションが行われている。
ロータが担当した音楽も評判となり、テーマ曲は古今東西の映画音楽の代表的な名作として、現在に至るまで親しまれている。当時16歳のハッセーがヌードシーンを演じていることも大いに話題となった。

## キャスト
| 役名                 | 俳優                         | 日本語吹替                                                                     | 日本語吹替                                                              |
| 役名                 | 俳優                         | テレビ朝日版                                                                   | テレビ東京版                                                            |
| -------------------- | ---------------------------- | ------------------------------------------------------------------------------ | ----------------------------------------------------------------------- |
| ロミオ               | レナード・ホワイティング     | 水島裕                                                                         | 置鮎龍太郎                                                              |
| ジュリエット         | オリヴィア・ハッセー         | 榊原良子                                                                       | 川上とも子                                                              |
| ティボルト           | マイケル・ヨーク             | 堀勝之祐                                                                       | 森川智之                                                                |
| マキューシオ         | ジョン・マケナリー           | 野島昭生                                                                       | 堀内賢雄                                                                |
| ロレンス神父         | ミロ・オーシャ               | 福田豊土                                                                       | 佐々木梅治                                                              |
| ジュリエットの乳母   | パット・ヘイウッド           | 矢吹寿子                                                                       | 磯辺万沙子                                                              |
| ヴェローナ公         | ロバート・スティーヴンス     | 横内正                                                                         | 有本欽隆                                                                |
| キャピュレット       | ポール・ハードウィック       | 富田耕生                                                                       | 麦人                                                                    |
| キャピュレット夫人   | ナターシャ・パリー           | 小沢左生子                                                                     | 佐藤しのぶ                                                              |
| モンタギュー         | アントニオ・ピエルフェデリチ | 寺島幹夫                                                                       | 石波義人                                                                |
| モンタギュー夫人     | エスメラルダ・ルスポーリ     | 荘司美代子                                                                     | 宮寺智子                                                                |
| パリス               | ロベルト・ビサッコ           | 徳丸完                                                                         |                                                                         |
| ベンヴォーリオ       | ブルース・ロビンソン         |                                                                                |                                                                         |
| ナレーション         | ローレンス・オリヴィエ       | 巌金四郎                                                                       | 田原アルノ                                                              |
| その他               | N/A                          | 長谷川諭 永久勲雄 納谷六朗 若本規夫 塩沢兼人 沢井正延 幹本雄之 小滝進 山本竜馬 | 真殿光昭 山野井仁 古田信幸 家中宏 高瀬右光 岡野浩介 くわはら利晃        |
| 日本語版制作スタッフ |                              |                                                                                |                                                                         |
| 演出                 | 演出                         | 小林守夫                                                                       | 伊達康将                                                                |
| 翻訳                 | 翻訳                         | 森田瑠美                                                                       | 岸田恵子                                                                |
| 効果                 | 効果                         | TFCグループ                                                                    | リレーション                                                            |
| 調整                 | 調整                         | 前田仁信                                                                       | 高久孝雄                                                                |
| 制作                 | 制作                         | 東北新社                                                                       | 東北新社                                                                |
| 初回放送             | 初回放送                     | 1982年11月7日 『日曜洋画劇場』 21:00-23:09 正味約109分                         | 2000年2月27日 『20世紀名作シネマ』 13:00-15:30 正味約128分 ※DVD・BD収録 |

## スタッフ
- 監督：フランコ・ゼフィレッリ
- 製作：ジョン・ブレイボーン、アンソニー・ヘイヴロック＝アラン
- 脚色：フランコ・ゼフィレッリ、フランコ・ブルサーティ、マソリーノ・ダミコ
- 音楽：ニーノ・ロータ
- 撮影：パスクァリーノ・デ・サンティス
- 編集：レジナルド・ミルズ
- プロダクションデザイン：ロレンツォ・モンジャルディーノ
- 美術：エミリオ・カルカーノ、ルチアーノ・プッチーニ
- 衣裳：ダニロ・ドナティ

## 映画賞受賞・ノミネーション
- 受賞
  - アカデミー撮影賞：パスクァリーノ・デ・サンティス
  - アカデミー衣裳デザイン賞：ダニロ・ドナティ
  - 英国アカデミー賞衣裳デザイン賞：ダニロ・ドナティ
  - 英国アカデミー賞アンソニー・アスキス賞：ニーノ・ロータ
  - ナショナル・ボード・オブ・レビュー賞監督賞：フランコ・ゼフィレッリ
  - ゴールデングローブ賞英語外国映画賞
  - ダヴィッド・ディ・ドナテッロ監督賞：フランコ・ゼフィレッリ
  - ナストロ・ダルジェント最優秀作品監督賞：フランコ・ゼフィレッリ
  - ナストロ・ダルジェント作曲賞：ニーノ・ロータ
  - ナストロ・ダルジェント撮影賞（カラー）：パスクァリーノ・デ・サンティス
  - ナストロ・ダルジェント衣裳デザイン賞：ダニロ・ドナティ
  - ナストロ・ダルジェント美術（プロダクションデザイン）賞：ルチアーノ・プッチーニ

- ノミネーション
  - アカデミー作品賞
  - アカデミー監督賞：フランコ・ゼフィレッリ
  - ゴールデングローブ賞監督賞：フランコ・ゼフィレッリ
  - ゴールデングローブ賞作曲賞：ニーノ・ロータ
  - 英国アカデミー賞監督賞：フランコ・ゼフィレッリ
  - 英国アカデミー賞 助演男優賞：ジョン・マケナリー
  - 英国アカデミー賞 助演女優賞：パット・ヘイウッド
  - 英国アカデミー賞美術賞：ロレンツォ・モンジャルディーノ
  - 英国アカデミー賞編集賞：レジナルド・ミルズ

## エピソード
- 最初にロミオ役の出演依頼を受けたのはビートルズのポール・マッカートニーであったが、マッカートニーはこれを断っている。
- 北川悦吏子が14才の頃に見た本作に影響を受け、脚本家の道を志すきっかけとなった[1]。
- 1967年6月25日から6月26日にかけて世界24カ国で同時中継された『OUR WORLD 〜われらの世界〜』では、この映画の撮影の模様も中継された[2]。

## 訴訟
児童虐待・児童ポルノ画像配布
2022年12月、50年以上前に制作されたこの作品でのヌードシーンが児童虐待に当たるとして、俳優のオリビア・ハッセーとレナード・ホワイティングが、米製作会社パラマウント・ピクチャーズを提訴した。当時、ジュリエット役のハッセーは15歳、ロミオ役のホワイティングは16歳だった。
訴訟時点で70代の2人は、裸の臀部や胸の一部が見える寝室でのシーンは性的搾取であり、児童ポルノ画像配布に当たると主張している。ゼフィレッリ監督からは当初、「実際に裸になることはなく、肌色の下着を着用してもらう」と説明を受けていたが、後に「ヌードなしでは映画が失敗する」と言って説得されたという。
2人は映画公開から50年以上にわたって精神的苦痛を受け、その結果として俳優としての仕事が限定されたとして、数億ドルの損害賠償を請求している。一方で、2018年にハッセーは、米娯楽誌『バラエティ』のインタビューにおいて、このヌードシーンについて「映画にとって必要だった」と述べており、ゼフィレッリ監督を擁護していたことが判明している。